# Ustawa Langa
Ustawa Langa (fr. loi Lang) – nieoficjalna nazwa francuskiej ustawy numer 81-766 przyjętej 10 sierpnia 1981 r., która wprowadziła we Francji stałą cenę książki. Nazwa ustawy pochodzi od nazwiska francuskiego ministra kultury Jacka Langa, który opracował jej projekt.

## Tło historyczne
Do 1979 r. stosowanie stałej ceny we Francji było wynikiem dobrowolnego porozumienia między wydawcami i księgarzami. W 1979 r. René Monory, francuski minister gospodarki, wydał dekrety zakazujące tego typu praktyk. 
Stała cena książki uważana jest za formę wsparcia dla małych, tradycyjnych księgarń przed konkurencją ze strony większych sieci księgarskich i niewyspecjalizowanych sklepów, oraz pośrednio za formę wsparcia rynku wydawniczego. Z tego powodu wycofanie dekretów Monory’ego było częścią programu wyborczego François Mitterranda podczas kampanii prezydenckiej w 1981 roku. Po zwycięstwie w wyborach prezydenckich mianował Jacka Langa nowym ministrem kultury i zlecił mu stworzenie projektu ustawy ustanawiającej obowiązkowe stosowanie stałej ceny przez wszystkich sprzedawców. W sierpniu 1981 r. francuski parlament jednogłośnie opowiedział się za prawem zaproponowanym przez Langa.

## Zasada działania
Zgodnie z ustawą wydawca decyduje o cenie swojej książki i jest zobowiązany umieścić ją na tylnej stronie okładki. Sprzedawcy detaliczni (zarówno zawodowi księgarze jak i niewyspecjalizowani sprzedawcy) są zobowiązani sprzedawać książkę w cenie nie odbiegającej więcej niż 5% od ceny ustalonej przez wydawcę.
W maju 2011 znowelizowano ustawę by obejmowała także sprzedaż e-booków. Z tego powodu we Francji niedozwolone są usługi subskrypcji oferujące za stałą, okresową opłatę dostęp do bazy e-booków francuskich wydawców. Dozwolone są jednak subskrypcje e-booków wydanych przez wydawców zagranicznych.